# Plataforma veicular

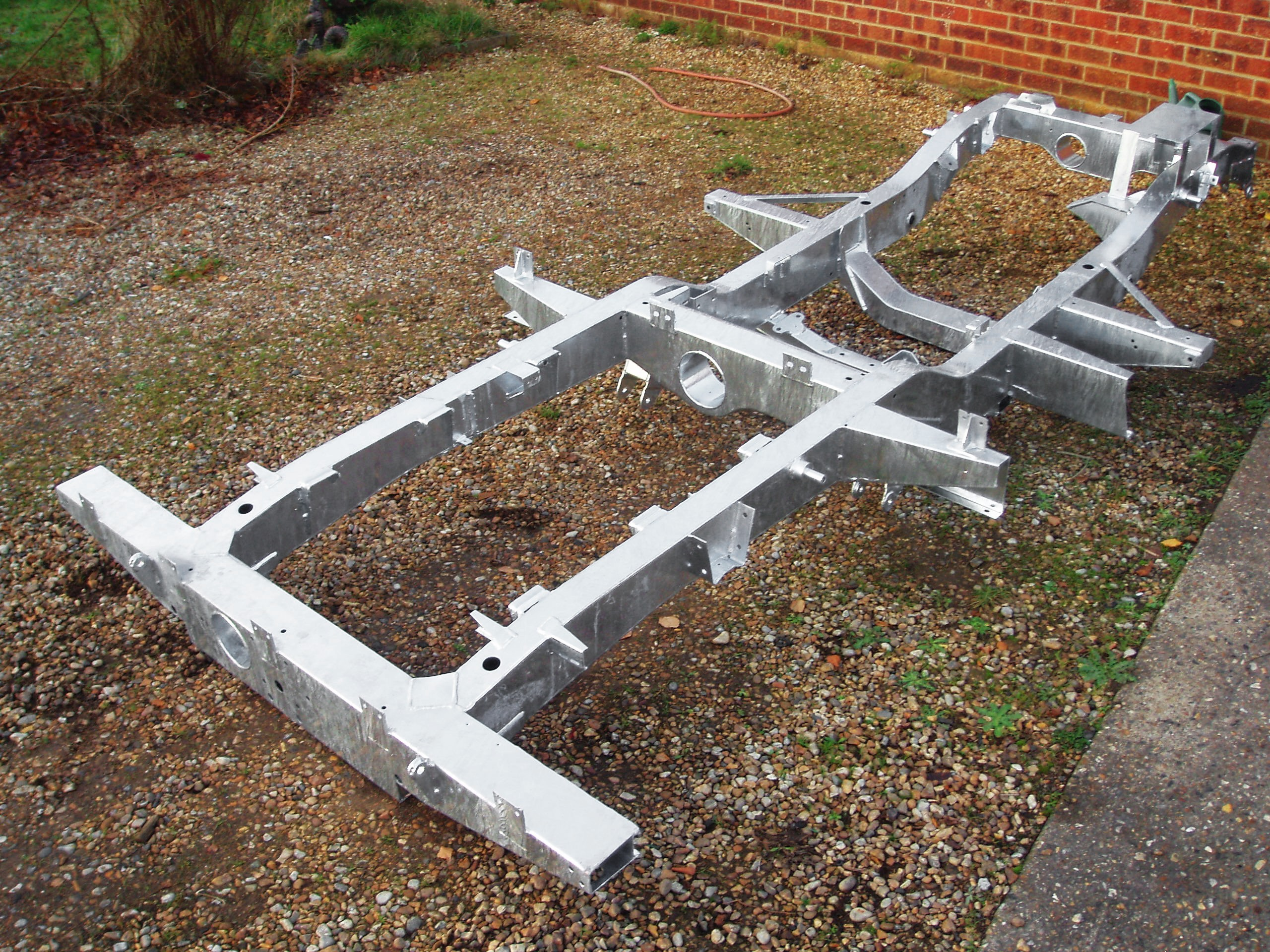
A plataforma do chassi de um Land Rover Série III.

A plataforma, é a principal estrutura de um chassi em um veículo a motor. Todos os demais componentes são ligados a ela. Na linha de produção de alguns veículos, utiliza-se a mesma plataforma para diferentes modelos, assim reduzindo os custos de produção.

## Funções
As principais funções de uma plataforma em veículos a motor são:
1. Fixar o chassi e a carroceria do veículo e outros componentes.
2. Lidar com cargas dinâmicas e estáticas sem se deformar.

Isto inclui:
- Peso do corpo do veículo, passageiros, e carga.
- Torções de toda ordem transmitidas por tráfego em superfícies irregulares.
- Forças laterais causadas por condições da estrada, ventos laterais, e curvas muito acentuadas.
- Torque do motor e da transmissão.
- Forças longitudinais devido a arrancadas e freadas bruscas.
- Impactos relativos a colisões.

A maior parte da resistência estrutural de uma plataforma veicular, está nas longarinas, com perfil em "U" ou em "Ω" que a formam.